# Ugone II d'Arborée
Ugone II d'Arborée est Juge d'Arborée de 1321 à sa mort en 1336.

## Origine
Ugone est le fils de Mariano II d'Arborée et de sa concubine Padulesa de Serra. La légitimité d'Ugone, comme celles de ses neveux et prédécesseurs Andreotto et Mariano III d'Arborée est contestée par la république de Pise.

## Allié de l'Aragon
Le 4 avril 1297, le roi Jacques II d'Aragon est investi du « royaume de Sardaigne et de Corse » par le pape Boniface VIII, en échange de la renonciation de l'Aragon au royaume de Sicile. Ugone II devenu Juge d'Arborée soutient cette revendication à partir de 1323, dans l'espoir comme vassal de pouvoir étendre son autorité sur la totalité de la Sardaigne, en devenant le gouverneur pour le compte de la « couronne d'Aragon-Catalogne ».
Dans ce but  Ugone II assiste dans la conquête de l'île l'infant  Alphonse  qui débarque en 1324 à  Palmas à la tête d'une flotte de 300 navires et d'un contingent de 10.000 hommes. Les hostilités avec Pise commencent en avril 1323 et après la prise de Sassari  position-clé pour le contrôle de la Sardaigne, Ugone II Il prend en charge le siège d'Iglesias et il est également présent lors de la chute du château de Castro à  Cagliari. L'infant Alphonse occupe la Judicat de Cagliari et expulse définitivement la république de Pise de Sardaigne. Toutefois lorsque les Catalans comprennent que le but des Juges d'Arborée est de pendre le contrôle de l'île pour leur propre compte les relations se détériorent.
Ugone II meurt de maladie en 1336.

## Union et postérité
Ugone épouse une certaine  Benedetta (morte vers 1345). Ils ont neuf enfants:
- Pietro III d'Arborée, son successeur
- Mariano IV d'Arborée, successeur de son frère ainé
- Bonaventura (morte en 1375) épouse Pere de Xèrica, baron de Xèrica
- Francesco (mort en 1342), chanoine d'Urgell
- Maria (morte en 1392), épouse  Guglielmo Galcerà di Rocabertí
- Giovanni (mort en 1375), se rebelle contre son frère  Mariano et est emprisonné
- Nicola (mort en 1370), chanoine de Lleida, grand-père de Leonardo Cubello lui-même grand-père de Leonardo d'Alagon

Ugone eut également des enfants illégitimes:
- Lorenzo, légitimé en 1337
- Angiolesa
- Preziosa

## Sources
- (it) Cet article est partiellement ou en totalité issu de l’article de Wikipédia en italien intitulé « Ugone II di Arborea » (voir la liste des auteurs), édition du 21 mars 2014.
- (it) A. Boscolo, La Sardegna dei Giudicati, Cagliari, della Torre, 1979.
- (en) Site de I. Mladjov Medieval Sardinia (Sardegna).